# 城子顶遗址
城子顶遗址，位于山东省烟台市海阳市南城阳乡北城阳村，是中华人民共和国山东省文物保护单位之一。
1992年6月12日，授予山东省文物保护单位，是一座古遗址。